# Протибалістична ракета

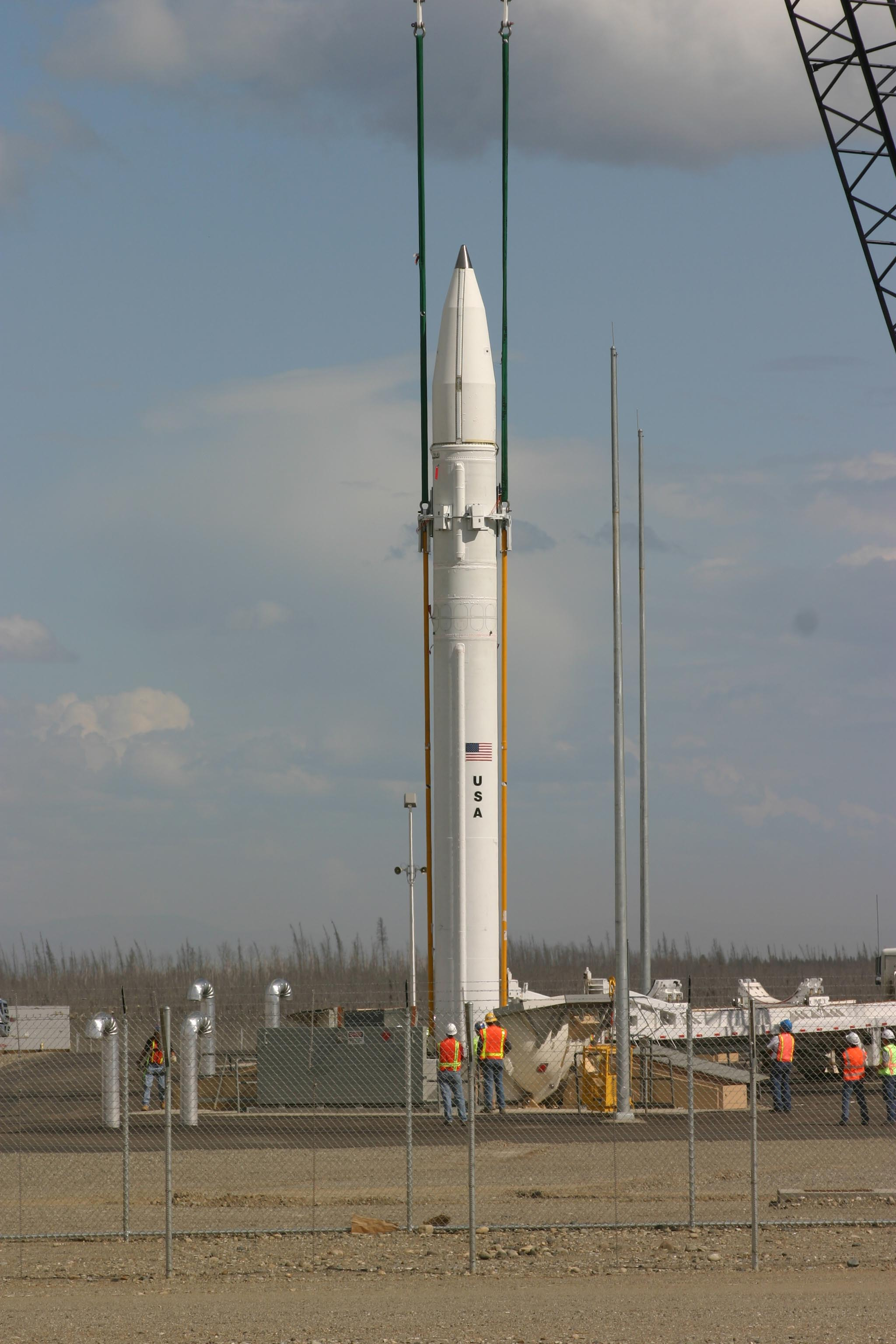
Наземний перехоплювач (триступенева протиракета) наземної системи ПР оборони Сполучених Штатів, завантажується у шахтну пускову установку, Форт-Грілі, Аляска, липень 2004 року.

Протибалістична ракета (ПРО) — ракета класу «земля-повітря», призначена для протидії балістичним ракетам (ПРО). Балістичні ракети використовуються для доправлення ядерних, хімічних, біологічних або звичайних боєголовок по балістичній траєкторії польоту. Термін «проти-балістична ракета» є загальною назвою, що означає систему, призначену для перехоплення та знищення будь-якого типу балістичної загрози; однак він зазвичай використовується для систем, спеціально розроблених для протидії міжконтинентальним балістичним ракетам (МБР).
Інакше — проти-балістичні ракети слугують для націлювання на МБР котра наближається, і знищення її високо в атмосфері до того, як її бойова частина буде доправлена до місця призначення. Для протидії ПРО, більшість міжконтинентальних балістичних ракет мають кілька підроблених або несправжніх боєголовок, як приманки. Такі боєголовки відокремлюються від міжконтинентальної балістичної ракети одночасно зі справжньою бойовою частиною і призначені для глушіння радара ПРО та введення його в оману, пропонуючи операторам кілька подібних цілей одночасно.

## Сучасні системи протидії МБР

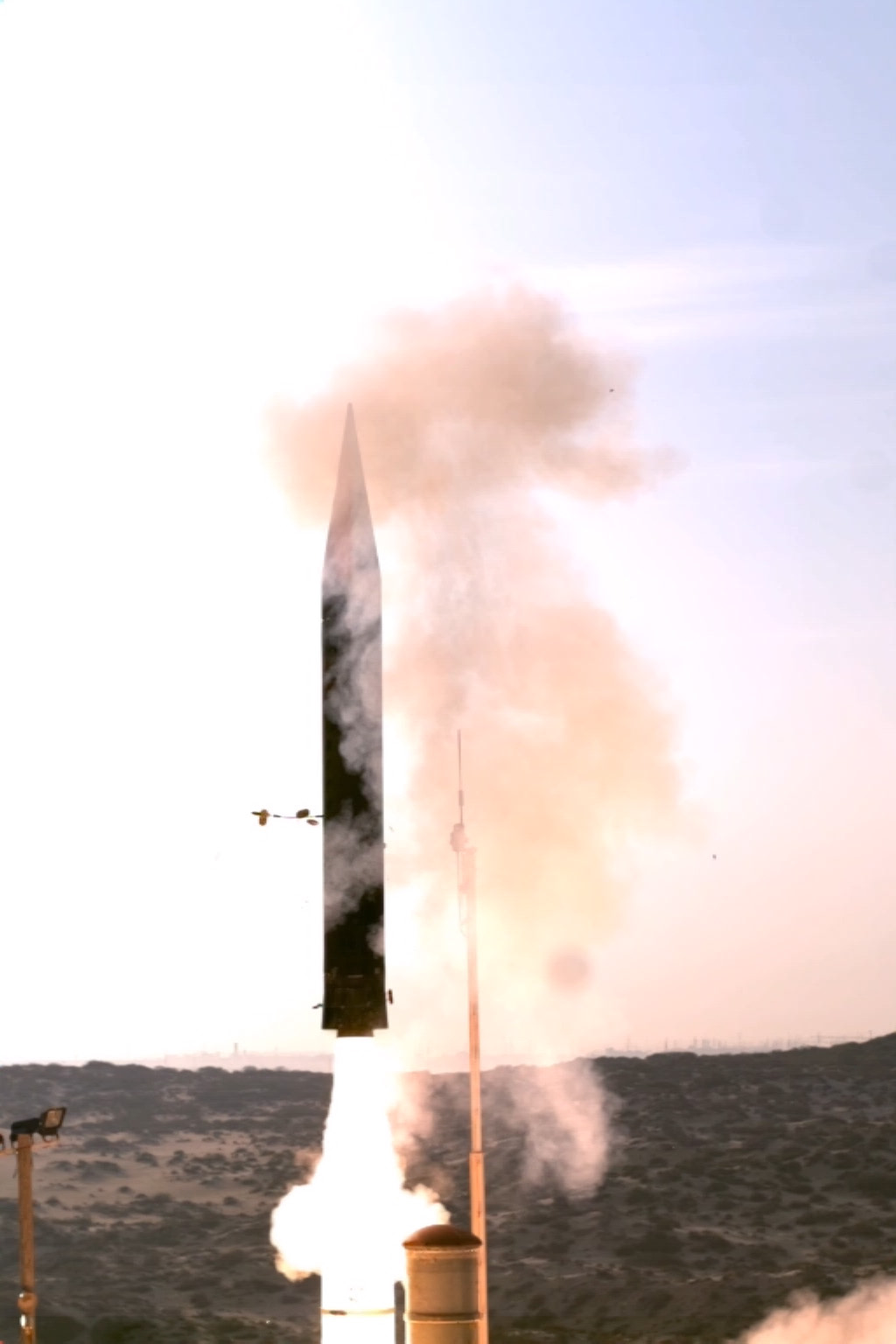
Ізраїльська Arrow 3.

У світі існує обмежена кількість систем, які можуть перехоплювати міжконтинентальні балістичні ракети:
- Російська система протиракетної оборони А-135 (2017 року перейменована на А-235)[2] використовується для оборони Москви. Вона почала діяти 1995 року, і їй передувала система протиракетної оборони А-35. У системі використовуються ракети "Горгона" і "Газель", раніше оснащені ядерними боєголовками. Ці ракети були оновлені (2017) і замість них, використовують неядерні кінетичні перехоплювачі для перехоплення будь-яких МБР, що надходять[2].
- Ізраїльська система Arrow 3 надійшла на озброєння 2017 року. Вона призначена для позаатмосферного перехоплення балістичних ракет на ділянці траєкторії космічного польоту, зокрема міжконтинентальних балістичних ракет[3]. Вона також може діяти як протисупутникова зброя.
- Індійська оборонна система Prithvi Defense Vehicle Mark 2, як зазначається, здатна збивати міжконтинентальні балістичні ракети. Щодо неї, завершено дослідні випробування та очікується дозвіл уряду Індії для того, щоби її розгортати[4][5][6].
- Американська система наземної протиракетної оборони (GMD), раніше відома як Національна протиракетна оборона (NMD), була вперше перевірена 1997 року, а вже 1999 року, було проведено перше успішне випробування на перехоплення. Замість використання заряду вибухівки, вона запускає кінетичний снаряд «враження на знищення» для перехоплення міжконтинентальної балістичної ракети. Поточна система GMD призначена для захисту материкової частини Сполучених Штатів від обмеженого ядерного нападу з боку, наприклад держави-ізгоя, як-от Північна Корея. GMD не має можливості захистити від масштабного ядерного нападу з боку Росії, оскільки 2019 року, було розгорнуто 44 наземні перехоплювачі проти будь-яких снарядів, що спрямовані у бік батьківщини[7][8]. (Ця кількість перехоплювачів не включає засоби захисту THAAD, або Aegis, чи Patriot від прямого вхідного снаряда.)
- 16 листопада 2020 року ракета SM-3 Block II-A Aegis, оснащена системою протиракетної оборони, продемонструвала, що вона може збити ціль у вигляді міжконтинентальних балістичних ракет[9].
  - У листопаді 2020 року США запустили сурогатну МБР з атолу Кваджалейн у напрямку Гаваїв у загальному спрямуванні на континентальну частину США, що викликало супутникове попередження на базу ВПС Колорадо[10]. У відповідь, військовий корабель USS John Finn запустив ракету, яка знищила небойову МБР, котра перебувала за межами атмосфери[10][11].

### Американські плани щодо території Центральної Європи
Протягом 1993 року західноєвропейські країни провели нараду для обговорення можливих майбутніх програм захисту від балістичних ракет. Зрештою, рада рекомендувала розгорнути системи раннього попередження та спостереження, а також регіонально керовані системи оборони. Навесні 2006 року, були оприлюднені повідомлення про перемовини між США та Польщею, а також Чехією. У планах передбачається встановлення системи ПРО останнього покоління з радіолокаційним майданчиком у Чехії та пусковими майданчиками у Польщі. Було оголошено, що система буде спрямована проти міжконтинентальних балістичних ракет Ірану та Північної Кореї. Це викликало різкі коментарі президента Росії Володимира Путіна на конференції з питань безпеки Організації з безпеки та співробітництва в Європі (ОБСЄ) навесні 2007 року в Мюнхені. Інші європейські міністри прокоментували, що будь-яка зміна стратегічних озброєнь повинна обговорюватися на рівні НАТО, а не «в односторонньому порядку» [фактично-ж двосторонньо] між США та іншими державами (хоча більшість договорів про скорочення стратегічних озброєнь були укладені між Радянським Союзом і США, а не НАТО). Міністр закордонних справ Німеччини Франк-Вальтер Штайнмаєр, соціал-демократ, висловив серйозне занепокоєння з приводу того, як США донесли свої плани своїм європейським партнерам, і розкритикував адміністрацію США за те, що вона не порадилася з Російською Федерацією перед тим, як оголосити про свої зусилля щодо розгортання нових системи протиракетної оборони в Центральній Європі. Згідно з опитуванням у липні 2007 року, більшість поляків були проти розміщення складової системи в Польщі. До 28 липня 2016 року плани та угоди Агентства протиракетної оборони прояснили достатньо, щоби надати більше дрібниць щодо об’єктів Aegis Ashore у Румунії (2014) та Польщі (2018).

## Інші тактичні системи

### Оперативна китайська система
Проект 640 був власною спробою КНР розвинути засоби ПРО. Академія протиракетної та протисупутникової оборони була заснована 1969 року заради розробки проекту 640. Проєкт мав містити щонайменше три складові, зокрема необхідні давачі та системи наведення/командування, перехоплювач ракет Fan Ji (FJ) і гармату для перехоплення ракет XianFeng. FJ-1 завершив два успішних льотних випробування протягом 1979 року, тоді як низько-висотний перехоплювач FJ-2 завершив кілька успішних льотних випробувань з використанням масштабованих прототипів. Також був запропонований висотний перехоплювач FJ-3. Попри розробку ракет, програма була загальмована через фінансові та політичні причини. Її було остаточно закрито 1980 року під новим керівництвом Ден Сяопіна, оскільки вона, здавалося, була визнана непотрібною після Договору про протиракетну оборону 1972 року між Радянським Союзом і Сполученими Штатами та закриття американської системи ПРО безпеки.
Китай придбав і ліцензійно виробляє серію ЗРК С-300ПМУ-2/С-300ПМУ-1, здатних використовувати кінцеву ПРО. ЗРК HQ-9 виробництва Китаю може володіти кінцевими можливостями ПРО. Наявні сучасні есмінці протиповітряної оборони ВМС КНР, відомі як есмінець типу 052C і есмінець типу 051C, озброєні морськими ракетами HHQ-9.
HQ-19, подібний до THAAD, було вперше випробувано 2003 року, а потім ще кілька разів, зокрема в листопаді 2015 року. HQ-29, аналог MIM-104F PAC-3, була вперше випробувана 2011 року.
Ракети класу «земля-повітря», які, імовірно, мають певні можливості кінцевої ПРО (на відміну від можливостей проміжного польоту):
- HQ-29[21]
- HQ-19[21]
- HQ-18[22] очевидно спекулятивний матеріал [вигадки?]
- HQ-15[23]

### Франція та Італія

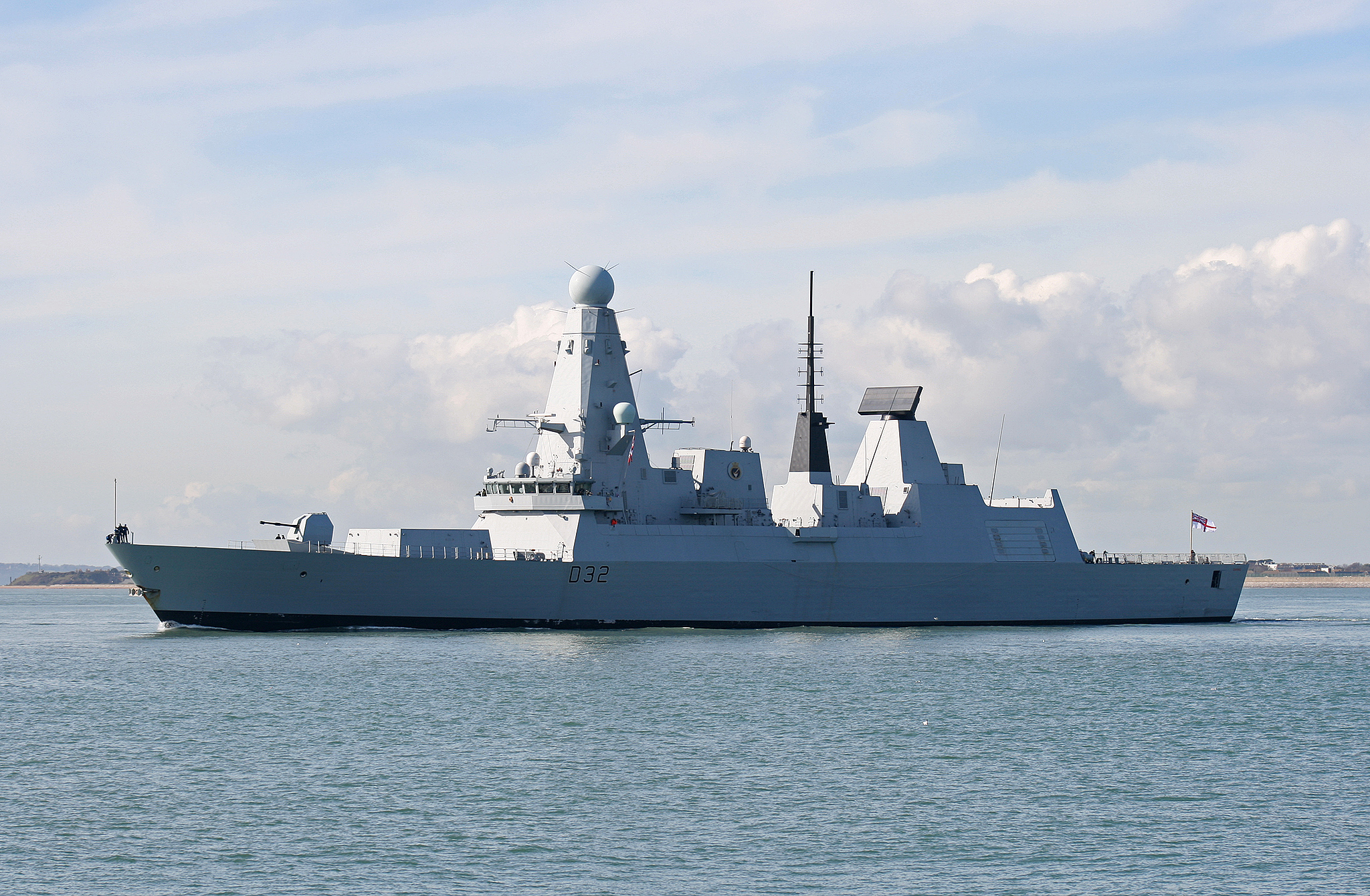
Есмінці Королівського флоту типу 45 (на фото), а також фрегати ВМС Франції та Італії Horizon і FREMM керують ракетами Aster 30

Aster — сімейство ракет, спільно розроблених Францією та Італією. Варіанти Aster 30 здатні захистити від балістичних ракет. Сполучене Королівство, експортний клієнт, також експлуатує Aster 30 Block 0.
18 жовтня 2010 року Франція оголосила про успішне випробування тактичної ПРО ракети Aster 30 а 1 грудня 2011 року — про успішне перехоплення балістичної ракети-мішені Black Sparrow. Фрегати класу «Горизонт» на озброєнні Франції та Італії, есмінці Королівського флоту типу 45 та французькі й італійські фрегати класу FREMM озброєні PAAMS (або його різновидами), що містять ракети Aster 15 і Aster 30. Франція та Італія розробляють новий варіант, Aster 30 Block II, який може знищувати балістичні ракети на максимальній дальності 3,000 км. Він матиме боєголовку «влучення на знищення».

### Індія
Індія діяльно розробляє ПРО з використанням власно розроблених і інтегрованих радарів і власних ракет. У листопаді 2006 року Індія успішно провела PADE (навчання протиповітряної оборони Prithvi), під час якого проти-балістична ракета під назвою Prithvi Air Defence (PAD позаатмосферна система знищення), перехопила балістичну Prithvi-II ракету. Ракета PAD має другий ступінь ракети Prithvi і може досягати висоти 80 км. Під час випробування ракета-мішень була перехоплена на 50 км висоті. Індія стала четвертою країною у світі після США, РФ та Ізраїлю, яка отримала таку можливість, і третьою країною, яка отримала її за допомогою власних досліджень і розробок. 6 грудня 2007 року була успішно випробувана система протиповітряної оборони (ППО). Ця ракета є внутрішньо-атмосферним перехоплювачем на висоті польоту 30 км. Вперше повідомлялося 2009 року, ніби Організація оборонних досліджень і розробок (DRDO) розробляє нову ракету-перехоплювач Prithvi під кодовою назвою PDV. ПДВ призначено для ураження ракетою-цілі на висоті понад 150 км Перший PDV була успішно випробувана 27 квітня 2014 року. За словами науковця В. К. Сарасвата з DRDO, ракети працюватимуть попарно, щоби забезпечити ймовірність влучення в 99,8 відсотка. 15 травня 2016 року Індія успішно запустила перехоплювач AAD, який отримав назву Ashwin, з острова Абдул Калам біля узбережжя Одіші. Станом на 8 січня 2020 року програму ПРО було завершено, і ВПС Індії та DRDO очікують остаточного схвалення уряду, перш ніж система буде розгорнута для захисту Нью-Делі, а потім Мумбаї. Після цих двох міст її буде розгорнуто в інших великих містах і областях. Наголошується, що Індія створила п'ятишаровий протиракетний щит для Делі, станом на 9 червня 2019 року:

### Захист від MIRV
Становище вирішально змінилося 1970 року, з появою бойових частин із декількома боєголовками, що наводяться способом незалежного націлювання. Раптом кожна пускова установка викидала не одну боєголовку, а декілька, і вони будуть розподілені в просторі, передбачаючи, що для кожної боєголовки знадобиться один перехоплювач. Це лише додало необхідності мати декілька перехоплювачів для кожної МБР нападника, щоби забезпечити захист у межах географічного покриття. Тоді вже стало зрозуміло, що система ПРО завжди буде у багато разів дорожчою за МБР, від яких вони захищалися.
Наведені вище технічні, економічні та політичні проблеми, призвели до договору про ПРО 1972 року, який обмежував розгортання стратегічних (а не тактичних) протиракет.

### Тактична ПРО, розгорнута в 1990-х роках
Ізраїльська протиракетна система Arrow, була спочатку випробувана 1990 року, перед першою війною в Перській затоці. Цю систему (Стрілу) фінансово і науково, підтримували Сполучені Штати протягом 1990-х років. 
«Петріот» був першою розгорнутою тактичною системою ПРО, хоча з самого початку вона не була розроблена для цього завдання, отже, мала обмеження. Її використовували під час війни в Перській затоці 1991 року, для спроби перехоплення іракських ракет Скад. Післявоєнне дослідження показало, що «Петріот» виявився набагато менш ефективним, ніж передбачалося насамперед, через те, що його радар і система керування не були здатні відрізнити боєголовки від інших повітряних складових, коли ракети «Скад» розпадалися під час входу. Випробування технології ПРО тривали протягом 1990-х років із перемінним успіхом. Після війни в Перській затоці, кілька систем протиповітряної оборони США були вдосконалені. Було розроблено та випробувано новий Patriot, PAC-3 — повну переробку PAC-2, яка використовувалася під час війни, зокрема цілком нову протиракету. Покращені характеристики наведення, радара та ракети підвищують ймовірність знищення порівняно з попереднім PAC-2. Під час операції «Свобода Іраку» батареї «Patriot» вразили 100% ворожих ТБР (тактичних балістичних ракет) у межах території ведення бою. З цих перехоплень, 8 — були підтверджені кількома незалежними давачами як знищення; решту було внесено до списку ймовірного враження через відсутність незалежної перевірки. Водночас, Петріот був причетним до трьох халеп з дружнім вогнем: два випадки, коли Patriot обстрілював союзні літаки коаліції, і один, коли літак США завдав удар по батареї Петріот.